# 朱貴燯
宜都王朱貴燯（1403年—1406年），明朝遼藩宜都王，遼簡王朱植的庶第七子。

## 生平
永樂二年（1404年），封宜都王。
永樂四年（1406年），朱貴燠去世，享年四歲，因幼殤而未獲賜諡。無子，封爵被廢除。